# Улица Пуцес (Рига)
Улица Пу́цес (латыш. Pūces iela, в переводе — Совиная) — улица в Видземском предместье города Риги, в Пурвциемсе.
Начинается от улицы Стирну, недалеко от перекрёстка с улицей Дзелзавас. Проходит в юго-восточном направлении, заканчивается после пересечения с улицей Гунара Астрас. Общая длина улицы — 706 метров, на всём протяжении имеется асфальтовое покрытие. Общественный транспорт по улице не курсирует.
Впервые упоминается в перечне улиц города в 1929 году под своим нынешним названием, которое никогда не изменялось. Первоначально начало улицы находилось у перекрёстка с улицами Варжу и Вайдавас (у нынешнего торгового центра «Минск»), но при перепланировке района по генплану 1969 года протяжённость улицы сократилась.

## Прилегающие улицы
Улица Пуцес пересекается со следующими улицами:
- Улица Стирну
- Улица Упеню
- Улица Пурвциема
- Улица Курмью
- Улица Гунара Астрас